# 箭叶水龙骨
箭叶水龙骨（学名：Goniophlebium mengtzeense），又名拟水龙骨，为水龙骨科水龙骨属下的一个种。

## 扩展阅读
- 維基物種上的相關：箭叶水龙骨